# ノン子36歳（家事手伝い）
『ノン子36歳（家事手伝い）』（ノンこ36さい かじてつだい）は、2008年12月20日公開の日本映画。

## 概要
監督は熊切和嘉。主演は坂井真紀。坂井は『フリージア』、『青春☆金属バット』と熊切作品にこの作品を含めて3作連続出演で、初の主演作となる。共演には星野源や津田寛治、斉木しげる、鶴見辰吾などのベテラン俳優が脇を固める。
また、この作品はR-15指定作品となっている。

## ストーリー
坂東ノブ子（通称：ノン子）36歳。職業は家事手伝い。
東京で芸能人をやっていたが鳴かず飛ばずで、自身のマネージャーと結婚するもすぐに離婚し実家へ戻ってきた。現在は実家である神社で家事手伝いをしているが、それもおざなりになっている。そんなノン子に対して家族は冷ややかな態度で接する。
やり場の無い不安を抱え、恋愛や仕事に縁のない日々を送っていたノン子。そんな時、神社の祭りでひよこを売ってひと山当てようと意気込んでやってきた若者・藤巻マサルが現れる。世間知らずだが、とにかく一途で真っ直ぐなマサルにノン子は閉ざしていた心を次第に開き始める。
そんな時、ノン子の前に元マネージャーであり元夫の宇田川が現れる。

## キャスト
坂東ノブ子（ノン子）：坂井真紀
本作の主人公。36歳。かつては、東京で飯島ノン子という芸名で芸能人をしていたが、全く売れず、自身のマネージャー・宇田川と結婚するもすぐに離婚。現在は実家の神社で家事手伝いをしている。
藤巻マサル：星野源
神社の祭でひよこを売ろうと意気込んでやってきた青年。世間知らずだが純情で直向きな性格。
安川時生：津田寛治
露天商を仕切る男性。
坂東クミコ：佐藤仁美
ノン子の妹。神社の後継者。
富士子：新田恵利
ノン子の同級生で、和風スナック・藤のママ。バツイチ。
和人：舘昌美
クミコの夫。
ノン子の母：宇津宮雅代
ノン子とクミコの母親。
ノン子の父：斉木しげる
ノン子とクミコの父親。神主。
宇田川：鶴見辰吾
ノン子の元マネージャーで元夫。ノン子とヨリを戻そうと彼女の前に現れた。

## スタッフ
- 監督：熊切和嘉
- 脚本：宇治田隆史
- 音楽：赤犬
- 製作：安西崇、石井徹、日下部孝一
- プロデューサー：小林智浩、佐藤現、日下部圭子
- 企画：木村俊樹
- 撮影：近藤龍人
- 照明：藤井勇
- 録音：吉田憲義
- 美術：古積弘二
- 編集：堀善介
- スクリプター：田口良子
- 助監督：吉田聡
- 製作：日本出版販売、東映ビデオ、ゼアリズエンタープライズ
- 配給：ゼアリズエンタープライズ

## 主題歌
- PoPoyans「太陽のラ」

## 主なロケ地
- 埼玉県寄居町
- 埼玉県秩父市
- 椋神社（秩父市下吉田）

## DVD
- 「ノン子36歳（家事手伝い）」（2009年6月21日発売：東映ビデオ）